# 910
| 910                |
| ------------------ |
| Dødsfald - Fødsler |
|                    |

| Gregoriansk kalender | 910 CMX                 |
| Ab urbe condita      | 1663                    |
| Armensk kalender     | 359 ԹՎ ՅԾԹ              |
| Kinesiske kalender   | 3606 – 3607 己巳 – 庚午 |
| Etiopisk kalender    | 902 – 903               |
| Jødisk kalender      | 4670 – 4671             |
| Hindukalendere       |                         |
| - Vikram Samvat      | 965 – 966               |
| - Shaka Samvat       | 832 – 833               |
| - Kali Yuga          | 4011 – 4012             |
| Iransk kalender      | 288 – 289               |
| Islamisk kalender    | 297 – 298               |

Se også 910 (tal)